# Aérotrain 01
L'Aérotrain expérimental 01 est un prototype d'Aérotrain guidé sur rail, destiné à valider le concept du transport sur coussin d'air imaginé par Jean Bertin et son équipe. Ce projet, lancé en 1962, visait à révolutionner le transport terrestre en offrant une alternative rapide et efficace aux trains traditionnels. Le principe repose sur l’utilisation de l’air sous pression pour soulever et déplacer le véhicule à faible distance du sol, permettant ainsi d'atteindre des vitesses élevées. Les essais, débutés en 1965, ont rapidement démontré le potentiel de l'Aérotrain, qui a atteint des vitesses de 90 km/h dès son premier test, et a ensuite établi des records à plus de 300 km/h.

## Historique
Jean Bertin, ingénieur français, a réintroduit et modernisé le concept du coussin d'air, une idée développée au 19e siècle. Le principe fondamental repose sur l’utilisation de l’air sous pression pour soulever des masses, permettant à un véhicule de se déplacer à faible distance au-dessus du sol ou de l’eau. En combinant cette technologie avec un moteur, Bertin a démontré qu’il était possible de faire circuler un engin en utilisant le coussin d’air comme moyen de sustentation, offrant ainsi une alternative innovante aux modes de transport traditionnels.
Le projet de l'Aérotrain trouve son origine dans un brevet déposé le 26 juin 1962 par Jean Bertin et Paul Guienne, ce dernier étant alors chef du département d'aérodynamique externe au sein de la société Bertin & Cie. Conçu comme un mode de transport innovant, incarnant l’ambition de moderniser les déplacements terrestres en proposant une alternative rapide et efficace aux trains classiques. Ce projet s’inscrivait dans une période de forte industrialisation et de progrès technologique, où la quête de vitesse et d’optimisation des infrastructures était une priorité. Présenté comme un intermédiaire entre le train et l’avion, l’aérotrain devait permettre des liaisons directes sur des distances moyennes, jusqu’à 500 kilomètres, tout en garantissant un niveau de confort et de silence supérieur aux transports ferroviaires traditionnels.
Les premières étapes du développement débutent avec la réalisation d'une maquette à l'échelle 1/13, prête pour les essais dès le 15 septembre 1963. En février 1964, Jean Bertin sollicite plusieurs entreprises, notamment les Grands Travaux de Marseille, Rivaud, Jutheau, Hispano-Suiza et Ratier, en vue de la conception d'un prototype et de la création d'une société dédiée. Dès janvier 1964, un avant-projet d’Aérotrain expérimental est lancé, suivi, moins d'un an plus tard, par l’élaboration des dessins d’exécution. Face à ces avancées, la Société de l’Aérotrain est officiellement constituée le 15 avril 1965, avec M. Kaplan comme président-directeur général. Parallèlement, en collaboration avec la SNCF, Jean Bertin recherche une voie désaffectée pouvant accueillir les essais. Le 30 juin 1965, l’administration des Domaines met à disposition un tronçon de ligne entre Gometz-le-Châtel et Limours. Dès le 2 juillet 1965, les Grands Travaux de Marseille début la construction du rail expérimental en T inversé de 6,7 km.
Le 14 mai 1965, la société Bertin commande un premier véhicule expérimental auprès de la Société d’Exploitation et de Construction Aéronautique (SECA), située au Bourget. L’État manifeste son intérêt pour le projet le 28 octobre 1965 en attribuant un financement remboursable de 3 millions de francs, sur un budget expérimental total de 5 millions de francs, par décision du Premier ministre et du ministre des Travaux publics et des Transports avec le soutien de l'Aménagement du Territoire (CIAT).
Le 13 décembre 1965, la SECA livre le premier prototype, et les premiers essais se déroulent dès le 29 décembre 1965 sur une portion encore inachevée du rail expérimental de Gometz-le-Châtel, mais déjà fonctionnelle. Lors de son premier essai officiel, le 29 décembre 1965, l'Aérotrain expérimental 01 a atteint la vitesse de 90 km/h, sur le seul kilomètre de voie disponible à ce moment-là. La vitesse de 200 km/h est atteinte au mois de février 1966.
Après une année d’expérimentation concluante et l’achèvement de la première phase du programme de tests, il a été décidé d'explorer les capacités de l'engin à des vitesses plus élevées. Afin d’y parvenir, l'Aérotrain a été équipé d’une fusée d'appoint SEPR de 1 200 kgp, capable de libérer son énergie en dix secondes. Cette modification, mise en place avec des ajustements pour des raisons de sécurité, a permis à l'Aérotrain d’atteindre régulièrement des vitesses comprises entre 280 et 300 km/h. Grace à la fusée d'appoint, l'Aérotrain 01 a établi un nouveau record de vitesse en atteignant 303 km/h,en 1966. En 1967, l'Aérotrain est modifié pour établir un nouveau record. Son système de propulsion est remplacé par un turboréacteur Turboméca Marboré, complété par deux fusées d’appoint, l’une de 1 200 kg de poussée pour le démarrage et l’autre de 500 kg pour maintenir la vitesse. Dans cette configuration, le 4 décembre 1967, l'Aérotrain 01 atteint une vitesse de 345 km/h sans rencontrer de difficultés techniques majeures.
En 1968 à la suite des essais concluants de l’Aérotrain expérimental, Jean Chamant, alors ministre des Transports, a officialisé un accord avec la Société de l’Aérotrain pour la construction d’un second véhicule expérimental, l'Aérotrain I80. Conçu pour transporter jusqu’à 80 passagers et 1,7 tonne de fret, cet engin est fabriqué et soumis à des essais grandeur nature au cours des années suivantes sur une voie expérimentale de 19 kilomètres reliant Sarran, au nord d’Orléans, à Château-Gaillard.
En 1972, l'Aérotrain a été temporairement modifié pour expérimenter un système de propulsion à roues pressées contre la voie centrale, entraînées par des moteurs électriques. Ces essais ont été menés pour compenser les retards dans le développement du moteur linéaire de l'Aérotrain S44. Face à cette incertitude, la société de l'Aérotrain a dû explorer une solution alternative en cas d’échec. Le principe de propulsion à roues pressées repose sur deux brevets déposés par l’entreprise Bertin & Cie en 1962 et 1969. Pour ces tests, l’Aérotrain a été modifié, l’hélice a été retirée et l’arbre du moteur de propulsion a été utilisé pour entraîner un groupe hydraulique alimentant un générateur électrique de 170 kW. À l’avant, un ensemble de deux roues pressées, actionnées par des moteurs hydrauliques, a été installé, recevant leur énergie d’une pompe entraînée par le moteur d’hélice. Lors des essais du 9 novembre 1972, ce système a permis d’atteindre une vitesse de 157 km/h.
Entre 1965 et 1973, l'Aérotrain expérimental 01 a parcouru un total de 30 843 km lors de ses essais sur la seule voie de test disponible, située à Gometz-le-Châtel et longue de 6,7 km. Durant cette période, l'engin a transporté 8 407 passagers et a progressivement démontré ses performances, atteignant des vitesses de plus en plus élevées.

## Caractéristiques

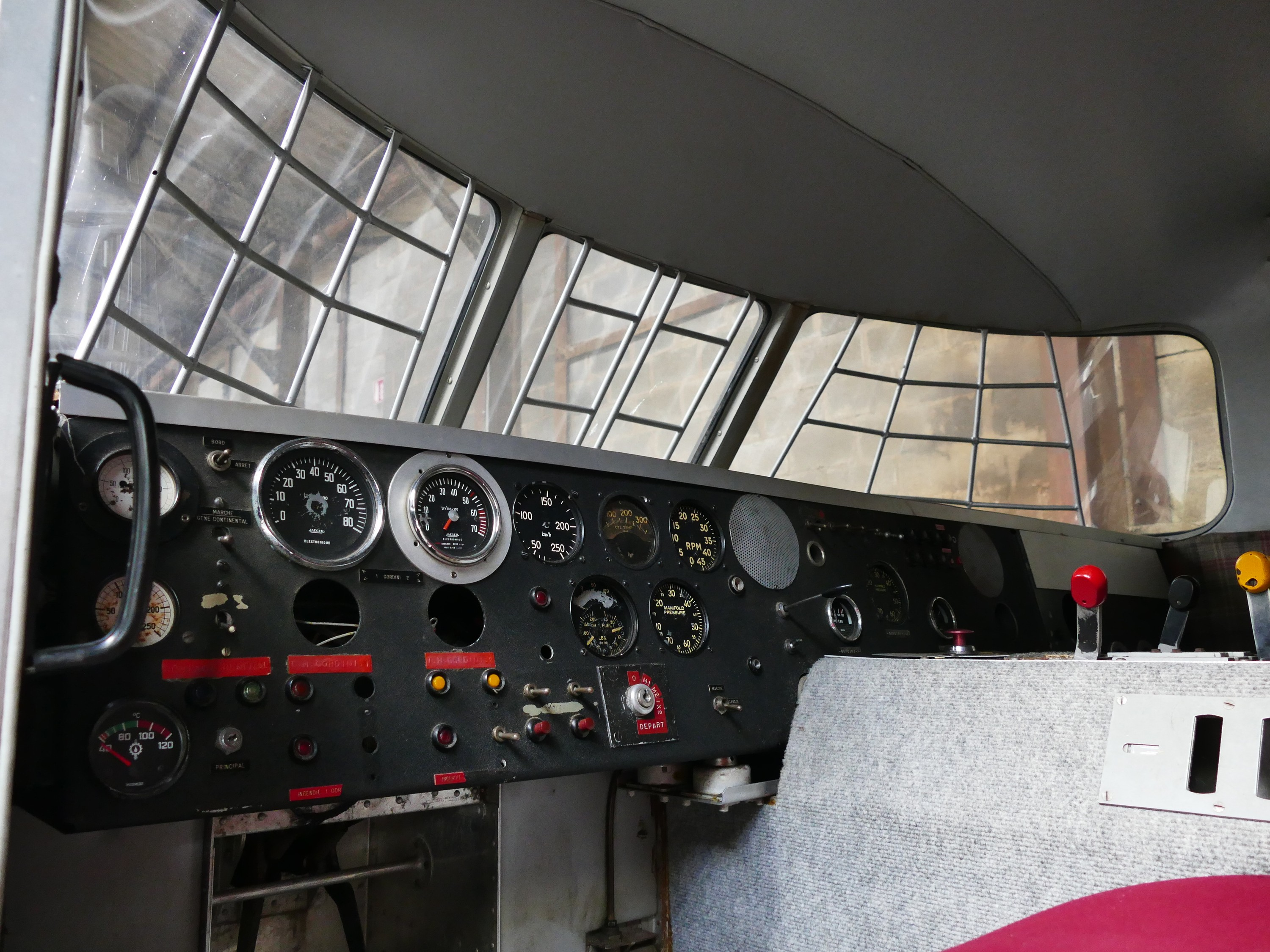
Intérieur de la cabine de l'Aérotrain 01

Le prototype d'Aérotrain 01 associe un design futuriste à des éléments issus de véhicules de grande production. Il intègre des sièges de Citroën DS, des poignées de 2 CV, des moteurs de Renault 8 Gordini et un plafonnier de bus Saviem, illustrant une approche alliant innovation et réemploi,. Le véhicule dispose de six places, une pour le pilote, une pour un opérateur (ou passager) et quatre pour des passagers. Sa capacité est limitée à six places. En effet, il s'agit d'un appareil de recherche conçu pour transporter une grande quantité d'équipements d'essais,.
La sustentation est assurée par deux moteurs Renault Gordini de 1100 cm3 entraînant chacun un compresseur de conception Bertin via une transmission souple Hispano Suiza. Ce système double assure une redondance, chaque unité étant capable à elle seule de faire fonctionner l'ensemble. La propulsion est réalisée par un moteur six-cylindres Continental de 250 ch entraînant une hélice aérienne tripale à pas variable Hartzell. Ce dispositif assure à la fois la propulsion et le freinage principal de l'appareil, par inversion du pas de l'hélice.

## Postérité

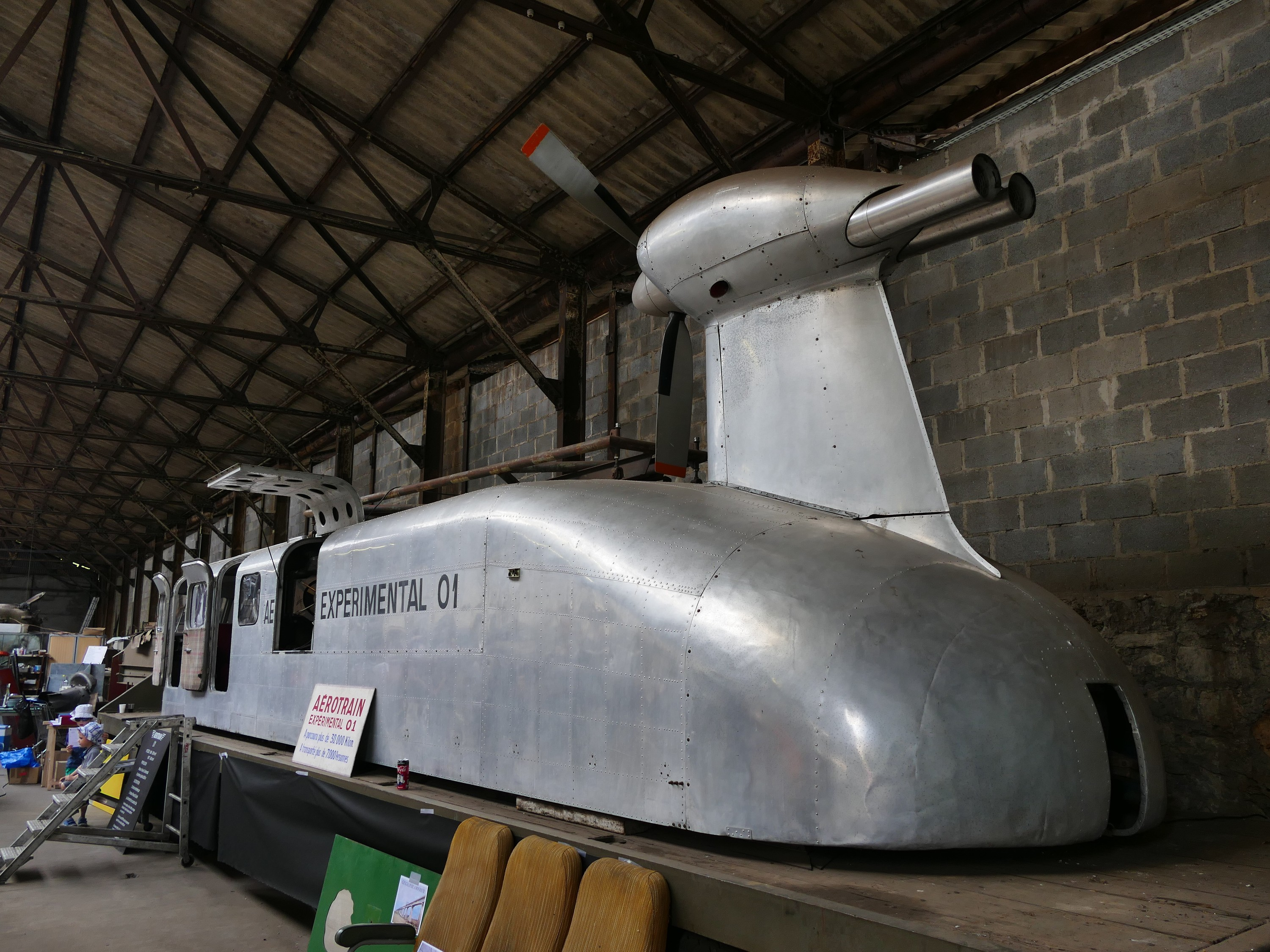
L'Aérotrain 01 dans son hangar à Satory

L'Aérotrain 01 est conservé dans un premier temps dans les réserves du musée du Chemin de fer de Mulhouse. En 2016, il est transféré et restauré dans un hangar à Satory, près de Versailles. Depuis, il est occasionnellement exposé lors d'événements tels que les Journées du patrimoine. Bien que l'hélice ait été volée, le véhicule conserve l'essentiel de ses éléments d'origine. Il bénéficie par ailleurs d'une protection au titre des Monuments historiquesdepuis le 13 juillet 2023,.
Le 19 juin 2004, une sculpture en aluminium de l'artiste Georges Saulterre représentant  l'Aérotrain 01 est érigée au centre d'un rond-point sur la RD 988 à l'entrée de Gometz-la-Ville.